# Рибера-Альта-дель-Эбро

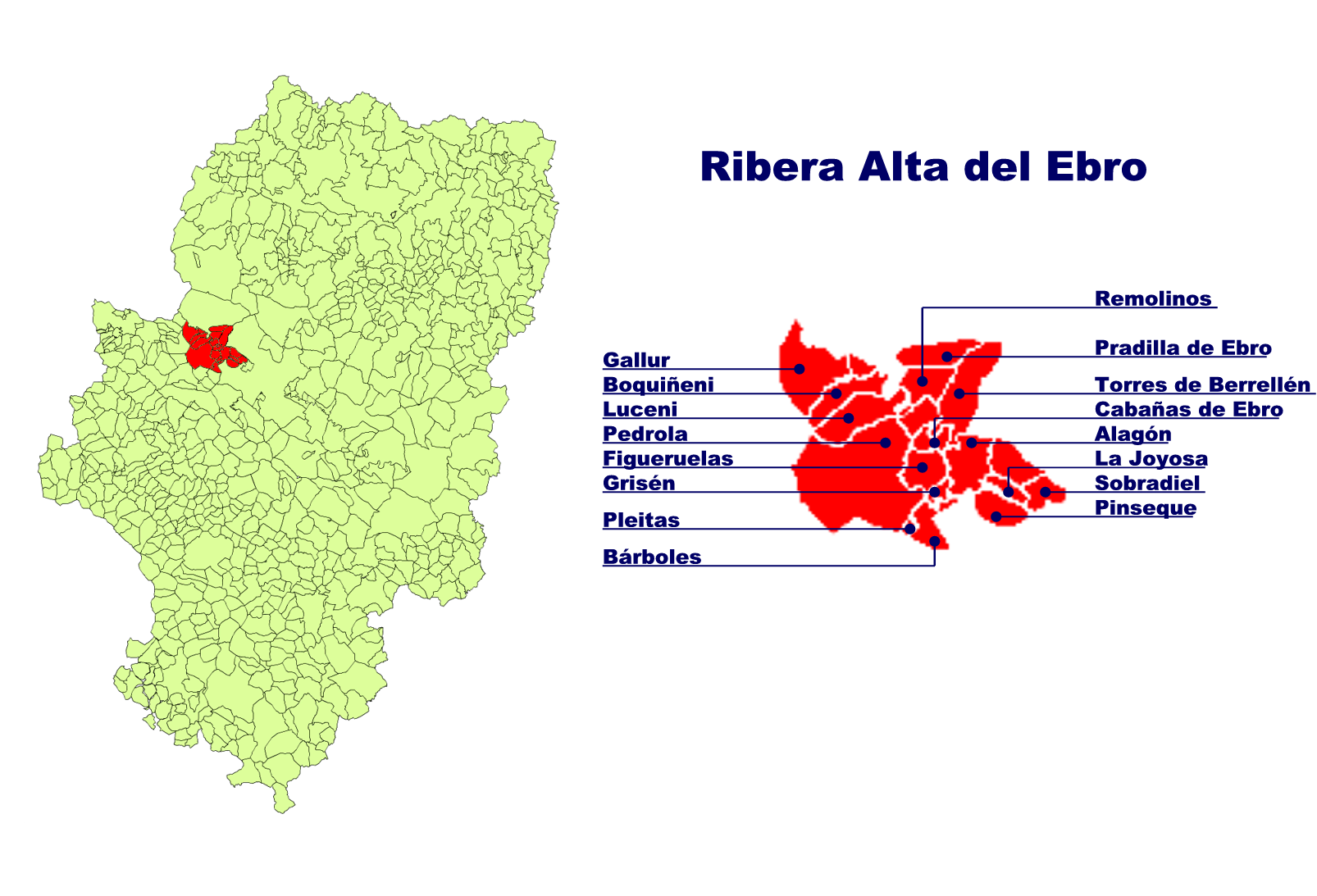

Рибера-Альта-дель-Эбро (исп. Ribera Alta del Ebro, араг. Ribera Alta d'Ebro) — район (комарка) в Испании, входит в провинцию Сарагоса в составе автономного сообщества Арагон.

## Муниципалитеты
1. Алагон
2. Алькала-де-Эбро
3. Барболес
4. Бокиньени
5. Кабаньяс-де-Эбро
6. Фигеруэлас
7. Гальур
8. Грисен
9. Ла-Хойоса
10. Лусени
11. Педрола
12. Пинсеке
13. Плейтас
14. Прадилья-де-Эбро
15. Ремолинос
16. Собрадьель
17. Торрес-де-Беррельен